# بازتاب دامنه زمان

بازتاب دامنه زمان (به انگلیسی: Time-domain reflectometry) یا به صورت مخفف (به انگلیسی: TDR) یک روش اندازگیری برای تعیین مشخصات خطوط انتقال است که مهم‌ترین کاربردش یافتن محل خطا در خطوط انتقال برق، کابل‌ها مسی و کابل‌های فیبر نوری می‌باشد. هر چند امروزه از این روش در کاربردهای دیگر استفاده می‌شود. استفاده از این روش یکی از بهترین روش‌ها برای اندازگیری رطوبت خاک می‌باشد.